# Тамело, Дмитрий Михайлович
Дмитрий Михайлович Тамело (бел. Дзмітрый Міхайлавіч Тамела; род. 8 ноября 1992, Крупица, Минская область) — белорусский футболист, полузащитник клуба «Орша».

## Карьера

### «Звезда-БГУ»
Воспитанник академии футбольного клуба «Минск». В 2012 году перешёл в «Звезду-БГУ», вместе с которой на протяжении 2 лет выступал во Второй лиге. В 2013 году футболист был одним из ключевых футболистов клуба, став бронзовым призёром чемпионата, получив затем для клуба повышение в классе. Дебютировал в Первой лиге 19 апреля 2014 года в матче против светлогорского «Химика». Провёл за сезон 29 матчей во всех турнирах и помог клуб закрепиться в Первой лиге.
Новый сезон начал 19 апреля 2015 года с матча против «Барановичей». Первый гол в сезоне забил 13 июня 2015 года в матче против светлогорского «Химика». В матче 30 августа 2015 года против футбольного клуба «Кобрина» футболист отличился забитым покером, чем помог своему клубу с разгромным счётом в 7 безответных мячей одержать победу. По итогу сезона футболист стал лучшим бомбардиром клуба, а также игроком по системе гол+пас с 10 забитыми голами и 2 результативными передачами.
В 2016 году сезон начал 16 апреля с матча против «Сморгони». Первым в сезоне голом футболист отличился 2 июля 2016 года в матче против «Барановичей». На протяжении сезона продолжал выступать в клубе в роли одного из лидеров команды, лишь несколько матчей пропустив из-за перебора предупреждений. В активе футболиста по итогу сезона было 3 гола и результативная передача.

### «Торпедо» Минск
В феврале 2016 года футболист на правах свободного агента перешёл в минское «Торпедо». Контракт с футболистом был заключён сроком на 2 года. Дебютировал за клуб 8 апреля 2017 года в матче против «Слонима». Дебютный гол за клуб забил 13 мая 2017 года в матче против столбцовского клуба «Неман-Агро». В матче 15 июля 2017 года против микашевичского «Гранита» футболист забил свой первый дубль за клуб. Очередным дублем за клуб отличился 26 августа 2017 года в матче против «Осиповичей». В ответном матче 4 ноября 2017 года против микашевичского «Гранита» футболист в очередной раз отличился 2 забитыми голами. По итогу сезона футболист был одним из лучших бомбардиров клуба с 11 голами. Также стал бронзовым призёром Первой лиги.
Зимой 2018 года футболист готовился с командой к новому сезону в Высшей лиге. Первый матч в сезоне сыграл 1 апреля 2018 года против «Ислочи». Начало сезона футболист был преимущественно игроком замены, так как футболист несколько раз получал травмы, а с середины июля 2018 года закрепился в стартовом составе. Дебютными голами за клуб отличился 2 сентября 2018 года в матче против солигорского «Шахтёра», записав на свой счёт дубль. По итогу своего дебютного сезона в Высшей лиге футболист отличился 3 забитыми голами и вместе с клубом смог сохранить прописку в сильнейшем дивизионе.
Новый сезон футболист начал 30 марта 2019 года в матче против солигорского «Шахтёра». Провёл за клуб первую половину чемпионата, где за этот период футболист с минским клубом смог одержать лишь единственную победу. В июле 2017 года футболист покинул минское «Торпедо». За минский клуб на протяжении нескольких сезонов футболист сыграл в 69 матчах во всех турнирах, в которых отличился 15 забитыми голами.

### «Нафтан»
В июле 2019 года футболист на правах свободного агента присоединился к новополоцкому «Нафтану». В своём дебютном матче за клуб 20 июля 2019 года против светлогорского «Химика» футболист также отличился дебютными голами, записав в свой актив дубль. Затем футболист на протяжении ещё 5 матчей подряд отличился голевой серией из 6 забитых голов. Так в матче 24 августа 2019 года против «Слонима» футболист отличился своим очередным дублем. Своим третьим в сезоне дублем футболист отличился 26 октября 2019 года в матче против гомельского «Локомотива». По итогу сезона футболист стал лучшим бомбардиром и ассистентом клуба с 12 голами и 6 результативными передачи во всех турнирах в 13 матчах.
Новый сезон начал 18 апреля 2020 года в матче против «Гомеля». Первым результативным действием за клуб отличился 18 апреля 2020 года 31 мая 2020 года против дзержинского «Арсенала», отдав голевую передачу. Первым голом в сезоне отличился 6 июня 2020 года в матче Кубка Беларуси против шкловского «Спартака». Первым голом в чемпионате отличился 27 июня 2020 года в матче против микашевичского «Гранита». В матче 22 августа 2020 года против «Лиды» футболист отличился забитым дублем. Сам сезон футболист с клубом закончил на 12 месте в подвале турнирной таблицы.
В начале 2021 года футболист продолжил готовиться к новому сезону с новополоцким клубом. Первый матч сыграл 17 апреля 2021 года против «Барановичей». В следующем матче 24 апреля 2021 года против бобруйской «Белшины» футболист отличился первой в сезоне результативной передачей. Первый гол в сезоне за клуб забил 15 мая 2021 года в матче против «Крумкачей». В матче 29 мая 2021 года в рамках Кубка Беларуси против витебского «Газовика» футболист забил покер. По окончании сезона футболист покинул клуб. Всего за 3 сезона в активе футболиста за клуб было 26 голов во всех турнирах.

### «Сморгонь»
В феврале 2022 года футболист находился в распоряжении «Сморгони». В марте 2022 года подписал с клубом долгосрочный контракт. Дебютировал за клуб 10 апреля 2022 года в матче против «Слонима», выйдя на замену на 70 минуте матча. Затем футболист быстро закрепился в основной команде клуба. Дебютным голом за клуб футболист отличился 21 мая 2022 года в матче против «Осиповичей». В матчей 9 июля 2022 года против «Островца» записал на свой счёт дубль. По итогу сезона футболист стал серебряным призёром Первой лиги.

### «Нафтан»
В январе 2023 года футболист вернулся в новополоцкий «Нафтану». Первый матч за клуб сыграл 18 марта 2023 года против солигорского «Шахтёра». Первым голом за клуб отличился 1 апреля 2023 в матче против «Гомеля». Попал в символическую сборную 2 тура Высшей лиги. Также попал в символическую сборную Высшей лиги по итогам 3 тура. На протяжении всего сезона футболист был одним из основных игроков новополоцкого клуба, отличившись 2 забитыми голами и2 результативными передачами во всех турнирах. По итогу сезона помог клубу закрепиться в Высшей лиге.

#### Аренда в «Оршу»
В начале 2024 года футболист начинал подготовку к новому сезону в составе новополоцкого «Нафтана». В апреле 2024 года футболист на правах арендного соглашения присоединился к «Орше» до коцна сезона. Дебютировал за клуб футболист 6 апреля 2024 года в матче против жодинского «Торпедо-БелАЗ-2», выйдя на поле в стартовом составе.